# نگهداری و تعمیرات بهره‌ور فراگیر

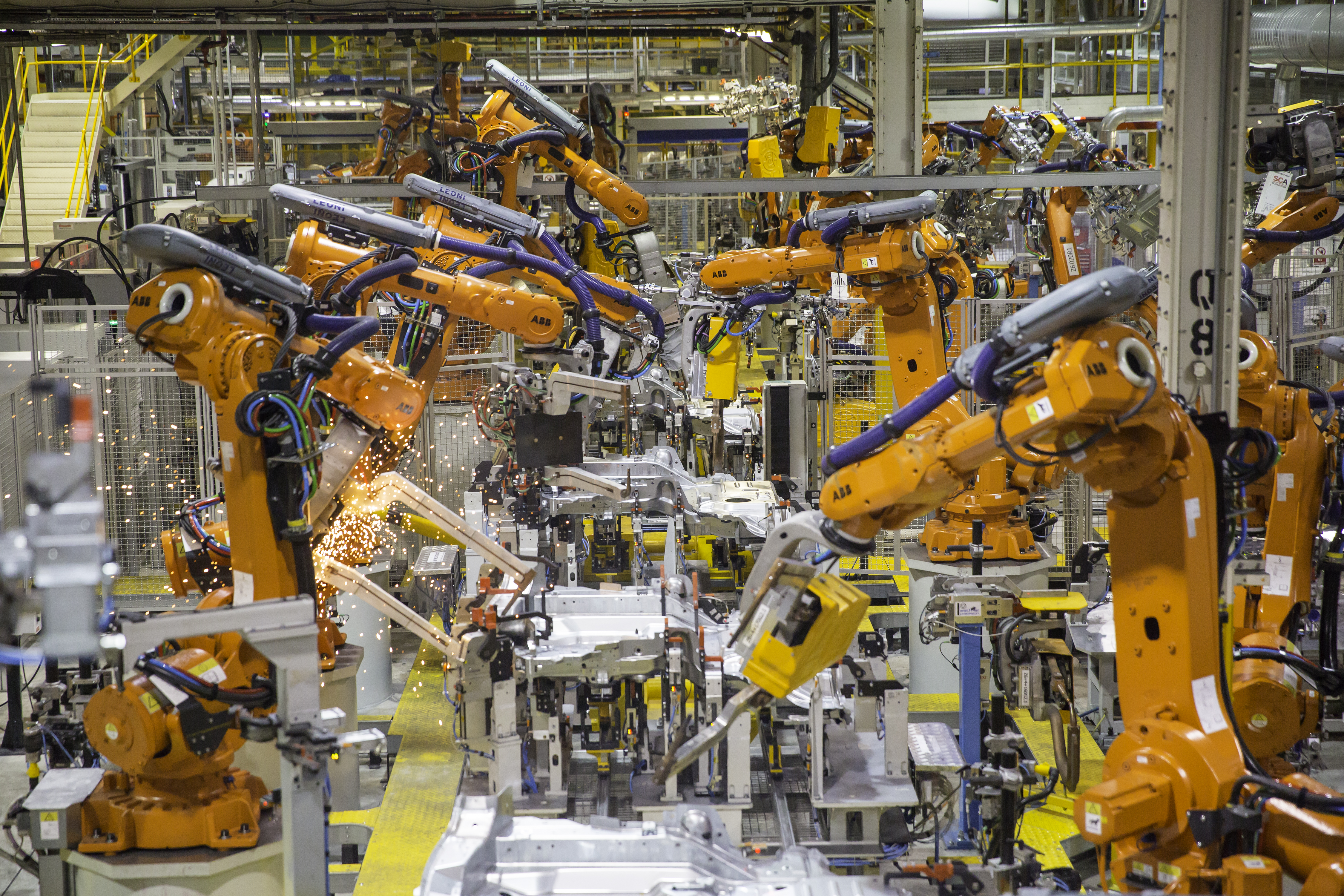
خط تولید لند روور در بریتانیا

نگهداری و تعمیرات بهره‌ور فراگیر (به انگلیسی: Total productive maintenance) یا نگهداری و تعمیرات اثربخش جامع، یک نوع سیاست نگهداری و تعمیرات است، که با هدف حداکثر کردن بهره‌وری و اثربخشی کلی تجهیزات، از طریق یک سیستم فراگیر نگهداری و تعمیرات پیش‌گیرانه، برای کل طول عمر تجهیزات می‌باشد.
این مفهوم به عنوان بخشی از پیاده‌سازی کایزن (فرایند بهبود فراگیر در تولید) و تولید ناب در ژاپن شکل گرفت. نگهداری و تعمیرات بهره‌ور فراگیر، همانند مدیریت کیفیت فراگیر، کلیه افراد در همه سطوح را، در نگهداری و تعمیرات دستگاه‌ها و کنترل کیفیت تجهیزات، دخالت می‌دهد.

## تاریخچه و تعریف
تعریف نگهداری و تعمیرات بهره‌ور جامع TPM در سال ۱۹۷۱ توسط مؤسسه مدیران فنی ژاپن (JIPE) تدوین شد و تاکنون بدون تغییر مانده‌است.
تعریف TPM به شرح زیر است:
1. هدفمند در بیشینه کردن اثر بخشی تجهیزات (بهبود اثر بخشی کلی)
2. برقراری یک نظام فراگیر تعمیرات پیشگیرانه که تمام دوره عمر تجهیزات را در بر می‌گیرد.
3. تمام واحدها از قبیل واحد نگهداری و تعمیرات، واحد برنامه‌ریزی تولید و ساخت، واحد بهره‌برداری تجهیزات، مدیریت مواد و خرید، کنترل کیفیت و از این قبیل را پوشش می دهد.
4. مشارکت همه کارکنان، از مدیریت رده بالا تا کارگران سطح کارگاه.
5. ترویج PM توسط مدیریت انگیزشی، که شامل فعالیت‌های گروه‌های کوچک خودگردان می‌شود.

نگهداری و تعمیرات
با توجه به معنی لغوی نگهداری و نگهداشت در لغت نامه دهخدا، مناسب‌ترین کلمه برای لغت MAINTENANCE، نگهداری ترجمه شده‌است. عبارت Maintenance از دید معنایی، شامل همهٔ فعالیت‌های فنی و ستادی است برای سالم کارکردن و مرتب نگهداشتن ماشین‌آلات و تجهیزات انجام می‌شود. این تجهیز می‌تواند خودروی سواری، کامپیوتر شخصی، توربین بخار، پله برقی و آسانسور و غیره باشد.

### نگهداری و تعمیرات از دید عملیاتی
1. بازدیدهای دوره ای و مرتب از تجهیز
2. بررسی و رفع عیب و نواقص احتمالی و جلوگیری از ضرر و زیان‌های بزرگ
3. تعمیرات دوره ای در فواصل معین

و در کل هر کاری که باعث حفظ وضع صحیح کار مجموعه و اجزای آن شود. پس ذکر این نکته حائز اهمیت است که این لغت مفهوم تعمیرات را نیز دربردارد. از این رو در این کتاب لغت نگهداری شامل تمامی فعالیت‌های تعمیراتی نیز می‌شود.
هدف ترغیب افراد به نگهداری محل کار یا کارخانه، از طریق گروه‌های کوچک و فعالیت‌های داوطلبانه است.